# Мальцев, Николай Петрович (певец)
Николай Петрович Мальцев (род. 27 ноября 1956, Запорожье) — советский и российский театральный актёр, солист, театральный деятель. Народный артист Российской Федерации (2012).

## Биография
Николай Петрович Мальцев родился в 1956 году в городе Запорожье, Украинская ССР. Завершив обучение в средней школе, успешно поступил в Запорожский авиационный техникум, который окончил в 1975 году. После на два года был призван в ряды Советской Армии. Демобилизовавшись, устроился на работу на завод. В 1978 году поступил на обучение в музыкальное училище при Ленинградской государственной консерватории им. Н. А. Римского-Корсакова, на отделение «актер театра музыкальной комедии».
Окончив третий курс музыкального училища, в 1981 году, получив приглашение от главного дирижёра Иркутского театра музыкальной комедии Э. С. Тобиаша, приехал стажироваться в музыкальный театр города Иркутска. В феврале 1982 года главный режиссёр Иркутской музкомедии М. Я. Лукавецкий пригласил Мальцева работать в труппе Иркутского театра. В июле 1982 года Мальцев приехал в город Калугу, где присоединился к коллективу Иркутского театра. который был на гастролях. До настоящего времени работает в Иркутском областном музыкальном театре, является ведущим актером.
В 1998 году Николаю Мальцеву присвоено звание «Заслуженный артист России». В 2012 году Указом Президента Российской Федерации Николай Петрович был удостоен звания Народный артист Российской Федерации.
Проживает в городе Иркутске.

## Репертуар и роли
- принц Фа («Принцесса из Марьиной рощи»),
- Франк («Летучая мышь»),
- Анри («Фиалка Монмартра»),
- Стефан («Цыганский барон»),
- Зупан («Графиня Марица»),
- Марчелло («Комедианты»),
- Теодоро («Собака на сене»),
- Бони и Ферри («Сильва»),
- Налимов («Женитьба гусара»),
- Бриссар («Граф Люксембург»),
- мама Агата («Браво, мама!»),
- Лопуцковский («Шельменко-денщик»),
- Резанов («Юнона» и «Авось»),
- князь Пантиашвили («Проделки Ханумы»),
- Понтий Пилат («Иисус Христос — суперзвезда»),
- Поммероль ("Бал в «Савойе»),
- Хоакин Мурьета («Звезда и смерть Хоакина Мурьеты»),
- Федот («Бабий бунт»),
- Анибалле («Колокольчик») и многие другие.

## Награды
- Народный артист Российской Федерации (2012)[1].
- Заслуженный артист Российской Федерации (1998)[5].